# Ibrahim Abdul Razak
Ibrahim Abdul Razak (Accra, 18 aprile 1983) è un ex calciatore ghanese con passaporto francese, di ruolo centrocampista o attaccante.

## Carriera

### Nazionale
Ha partecipato ai Mondiali Under-20 2001, conclusi con una sconfitta in finale. Nel 2002 ha invece preso parte alla Coppa d'Africa.

## Statistiche

### Cronologia presenze e reti in nazionale
| Cronologia completa delle presenze e delle reti in nazionale ― Ghana | Cronologia completa delle presenze e delle reti in nazionale ― Ghana | Cronologia completa delle presenze e delle reti in nazionale ― Ghana | Cronologia completa delle presenze e delle reti in nazionale ― Ghana | Cronologia completa delle presenze e delle reti in nazionale ― Ghana | Cronologia completa delle presenze e delle reti in nazionale ― Ghana | Cronologia completa delle presenze e delle reti in nazionale ― Ghana | Cronologia completa delle presenze e delle reti in nazionale ― Ghana |
| Data                                                                 | Città                                                                | In casa                                                              | Risultato                                                            | Ospiti                                                               | Competizione                                                         | Reti                                                                 | Note                                                                 |
| -------------------------------------------------------------------- | -------------------------------------------------------------------- | -------------------------------------------------------------------- | -------------------------------------------------------------------- | -------------------------------------------------------------------- | -------------------------------------------------------------------- | -------------------------------------------------------------------- | -------------------------------------------------------------------- |
| 5-12-2001                                                            | Algeri                                                               | Algeria                                                              | 1 – 1                                                                | Ghana                                                                | Amichevole                                                           | -                                                                    |                                                                      |
| 25-12-2001                                                           | Mopti                                                                | Mali                                                                 | 1 – 1                                                                | Ghana                                                                | Amichevole                                                           | -                                                                    | 60’                                                                  |
| 4-1-2002                                                             | Ismailia                                                             | Egitto                                                               | 2 – 0                                                                | Ghana                                                                | Amichevole                                                           | -                                                                    |                                                                      |
| 21-1-2002                                                            | Ségou                                                                | Marocco                                                              | 0 – 0                                                                | Ghana                                                                | Coppa d'Africa 2002 - 1º turno                                       | -                                                                    |                                                                      |
| 24-1-2002                                                            | Ségou                                                                | Sudafrica                                                            | 0 – 0                                                                | Ghana                                                                | Coppa d'Africa 2002 - 1º turno                                       | -                                                                    |                                                                      |
| 30-1-2002                                                            | Mopti                                                                | Burkina Faso                                                         | 1 – 2                                                                | Ghana                                                                | Coppa d'Africa 2002 - 1º turno                                       | -                                                                    |                                                                      |
| 3-2-2002                                                             | Bamako                                                               | Nigeria                                                              | 1 – 0                                                                | Ghana                                                                | Coppa d'Africa 2002 - Quarti di finale                               | -                                                                    |                                                                      |
| 17-5-2002                                                            | Lubiana                                                              | Slovenia                                                             | 2 – 0                                                                | Ghana                                                                | Amichevole                                                           | -                                                                    | 64’                                                                  |
| 7-9-2002                                                             | Kampala                                                              | Uganda                                                               | 1 – 0                                                                | Ghana                                                                | Qual. Coppa d'Africa 2004                                            | -                                                                    | 46’                                                                  |
| 8-10-2002                                                            | Accra                                                                | Ghana                                                                | 2 – 1                                                                | Lesotho                                                              | Amichevole                                                           | -                                                                    | Uscita                                                               |
| 13-10-2002                                                           | Accra                                                                | Ghana                                                                | 4 – 2                                                                | Ruanda                                                               | Qual. Coppa d'Africa 2004                                            | -                                                                    | 86’                                                                  |
| 30-3-2003                                                            | Radès                                                                | Ghana                                                                | 3 – 3 (10 - 9 dtr)                                                   | Madagascar                                                           | Four Nations Tournament - Finale 3º posto                            | -                                                                    | 65’                                                                  |
| 2-3-2006                                                             | Frisco                                                               | Messico                                                              | 1 – 0                                                                | Ghana                                                                | Amichevole                                                           | -                                                                    | 89’                                                                  |
| Totale                                                               |                                                                      | Presenze                                                             | 13                                                                   |                                                                      | Reti                                                                 | 0                                                                    |                                                                      |

| Cronologia completa delle presenze e delle reti in nazionale ― Ghana under 20 | Cronologia completa delle presenze e delle reti in nazionale ― Ghana under 20 | Cronologia completa delle presenze e delle reti in nazionale ― Ghana under 20 | Cronologia completa delle presenze e delle reti in nazionale ― Ghana under 20 | Cronologia completa delle presenze e delle reti in nazionale ― Ghana under 20 | Cronologia completa delle presenze e delle reti in nazionale ― Ghana under 20 | Cronologia completa delle presenze e delle reti in nazionale ― Ghana under 20 | Cronologia completa delle presenze e delle reti in nazionale ― Ghana under 20 |
| Data                                                                          | Città                                                                         | In casa                                                                       | Risultato                                                                     | Ospiti                                                                        | Competizione                                                                  | Reti                                                                          | Note                                                                          |
| ----------------------------------------------------------------------------- | ----------------------------------------------------------------------------- | ----------------------------------------------------------------------------- | ----------------------------------------------------------------------------- | ----------------------------------------------------------------------------- | ----------------------------------------------------------------------------- | ----------------------------------------------------------------------------- | ----------------------------------------------------------------------------- |
| 18-6-2001                                                                     | Mar del Plata                                                                 | Ghana under 20                                                                | 2 – 1                                                                         | Paraguay under 20                                                             | Mondiali Under-20 2001 - 1º turno                                             | -                                                                             |                                                                               |
| 21-6-2001                                                                     | Mar del Plata                                                                 | Iran under 20                                                                 | 0 – 1                                                                         | Ghana under 20                                                                | Mondiali Under-20 2001 - 1º turno                                             | -                                                                             |                                                                               |
| 24-6-2001                                                                     | Mar del Plata                                                                 | Ghana under 20                                                                | 0 – 0                                                                         | Francia under 20                                                              | Mondiali Under-20 2001 - 1º turno                                             | -                                                                             |                                                                               |
| 28-6-2001                                                                     | Mar del Plata                                                                 | Ghana under 20                                                                | 1 – 0                                                                         | Ecuador under 20                                                              | Mondiali Under-20 2001 - Ottavi di finale                                     | -                                                                             | 75’                                                                           |
| 1-7-2001                                                                      | Córdoba                                                                       | Ghana under 20                                                                | 2 – 1                                                                         | Brasile under 20                                                              | Mondiali Under-20 2001 - Quarti di finale                                     | 1                                                                             | 65’                                                                           |
| 4-7-2001                                                                      | Córdoba                                                                       | Egitto under 20                                                               | 0 – 2                                                                         | Ghana under 20                                                                | Mondiali Under-20 2001 - Semifinale                                           | -                                                                             |                                                                               |
| 8-7-2001                                                                      | Buenos Aires                                                                  | Argentina under 20                                                            | 3 – 0                                                                         | Ghana under 20                                                                | Mondiali Under-20 2001 - Finale                                               | -                                                                             |                                                                               |
| Totale                                                                        |                                                                               | Presenze                                                                      | 7                                                                             |                                                                               | Reti                                                                          | 1                                                                             |                                                                               |

## Palmarès

### Club

#### Competizioni nazionali
- Campionato saudita: 1

Al-Ittihad: 2009